# Ouratea heterobracteata
Ouratea heterobracteata là một loài thực vật có hoa trong họ Ochnaceae. Loài này được Sastre mô tả khoa học đầu tiên năm 2001.